# Indústria cinematográfica
Chama-se de Indústria cinematográfica o conjunto de empresas envolvidas nas diversas etapas de fabricação de produtos artísticos e técnicos de Cinema, vídeo e outros meios audiovisuais.
Estas empresas são, entre outros, dos seguintes tipos:
- estúdios cinematográficos
- produtoras de cinema e vídeo
- distribuidoras
- circuitos e salas de exibição
- prestadoras de serviço a produções:
  - aluguel de figurinos
  - aluguel de cenários e peças cenográficas
  - aluguel de equipamentos de fotografia, luz e som
  - aluguel de animais treinados
  - dublês